# Ожехово (гміна Добре Място)
Ожехово (пол. Orzechowo) — село в Польщі, у гміні Добре Място Ольштинського повіту Вармінсько-Мазурського воєводства.
Населення — 299 осіб (2011).
У 1975-1998 роках село належало до Ольштинського воєводства.

## Демографія
Демографічна структура станом на 31 березня 2011 року:
|          | Загалом | Допрацездатний вік | Працездатний вік | Постпрацездатний вік |
| -------- | ------- | ------------------ | ---------------- | -------------------- |
| Чоловіки | 159     | 42                 | 109              | 8                    |
| Жінки    | 140     | 32                 | 83               | 25                   |
| Разом    | 299     | 74                 | 192              | 33                   |